# Kōichi Matsukaze
Kōichi Matsukaze (jap. 松風 鉱一, Matsukaze Kōichi; * 6. August 1948; † 29. März 2023) war ein japanischer Jazzmusiker (Saxophone, Flöte).
Matsukaze arbeitete ab den 1970er-Jahren in der japanischen Jazzszene u. a. mit Shoji Aketagawa, Takashi Miyasaki, Eri Ohno und Takeo Moriyama; 1975 nahm er sein Debütalbum At the Room 427 im Trio mit Koichi Yamazaki (Bass) und Ryōjirō Furusawa (Schlagzeug) auf.
1981 entstand das Quartettalbum Good Nature (Trio Records, mit Hiroshi Hatsuyama, Hideaki Mochizuki, Takeo Moriyama). In den 1980er-Jahren spielte er u. a. mit Yosuke Yamashita, Masahiko Togashi & His Improvisation Jazz Orchestra sowie Takeshi Shibuya Orchestra, in den 1990er-Jahren noch mit Hiroshi Itaya, Shun Sakai und in Shigeo Maruyamas Suikyo Za Orchestra.
Im Bereich des Jazz war er zwischen 1975 und 1998 an 19 Aufnahmesessions beteiligt.

## Belege
1. ↑  discogs.com: Koichi Matsukaze.
2. ↑  Tom Lord: The Jazz Discography (online, abgerufen am 19. Juli 2017)

| Personendaten    | Personendaten           |
| ---------------- | ----------------------- |
| NAME             | Matsukaze, Kōichi       |
| ALTERNATIVNAMEN  | 松風鉱一 (japanisch)    |
| KURZBESCHREIBUNG | japanischer Jazzmusiker |
| GEBURTSDATUM     | 6. August 1948          |
| STERBEDATUM      | 29. März 2023           |